# Dilšod Nazarov
Dilšod Chamoliddinovič Nazarov (tádžicky Dilşod Çamoliddinovic Nazarov; * 6. května 1982 Dušanbe) je tádžický reprezentant v hodu kladivem. Měří 187 cm a váží 120 kg, jeho osobní rekord činí 80,71 m. Je držitelem státního vyznamenání Šaraf a působí jako předseda tádžického lehkoatletického svazu.
Vyhrál mistrovství Asie juniorů v atletice v letech 1999 a 2001, Hry islámské solidarity v roce 2005, Asijské hry 2006, 2010 a 2014 a mistrovství Asie v atletice 2009, 2013 a 2015. Na mistrovství světa v atletice skončil desátý v roce 2011, pátý v roce 2013 a druhý v roce 2015. V roce 2017 obsadil na světovém šampionátu v soutěži kladivářů sedmé místo.
Na olympiádě byl jedenáctý v roce 2008, desátý v roce 2012 a vyhrál v roce 2016. Stal se tak prvním olympijským vítězem v historii samostatného Tádžikistánu (jeho krajan Andrej Abduvalijev získal zlato ve stejné disciplíně v roce 1992 ještě v týmu Společenství nezávislých států).